# Martin Staemmler
Martin Staemmler  (* 23. Oktober 1890 in Duschnik, Kreis Samter; † 6. Juni 1974 in Kiel) war ein deutscher Pathologe und Hochschullehrer sowie Verfasser völkischer Schriften in der Zeit des Nationalsozialismus.

## Leben
Martin Staemmler war das dritte von acht Kindern des Pastors Johannes Staemmler und seiner Ehefrau. Er besuchte Schulen in Bromberg, Gnesen und Posen. Nach der Reifeprüfung studierte er ab 1908 an der Friedrichs-Universität Halle, der  Universität Jena, der Albertus-Universität Königsberg und der Georg-August-Universität Göttingen Medizin. 1913 bestand er das Medizinische Staatsexamen. In Berlin wurde er 1914 zum Dr. med. promoviert. Anschließend leistete er sein Medizinalpraktikum in Posen und Chemnitz ab. Nach Ausbruch des Ersten Weltkrieges diente er hauptsächlich als Bataillonsarzt. Nach Kriegsende war er ab 1919 zunächst als Assistenzarzt in Chemnitz und ab 1921 in Göttingen tätig. 1922 habilitierte er sich in Göttingen für Pathologische Anatomie und wirkte dort anschließend als zunächst als Privatdozent und ab 1926 als außerordentlicher Professor für Pathologie. 1927 wurde er Direktor des Pathologisch-Hygienischen Instituts der Stadt Chemnitz. Im April 1931 trat Staemmler in die NSDAP ein; später war er auch als Referent für das Rassenpolitische Amt der NSDAP tätig. Daneben war er einer der Mitarbeiter Theodor Fritschs, dem dieser für die Mitarbeit an seinem Handbuch der Judenfrage „besonderen Dank“ ausspricht (Vorw. 33. Aufl. 1933). Ab Oktober 1933 war er nebenamtlich als ordentlicher Honorarprofessor für Rassenpflege an der Universität Leipzig tätig.
Im Mai 1934 wurde Staemmler Ordinarius für Pathologische Anatomie an der Universität Kiel, im September 1935 für Pathologische Anatomie an der Universität Breslau, deren Rektor er von November 1938 bis September 1942 war. Von 1937 bis Anfang 1939 arbeitete Irene Drischeit, die spätere Mitarbeiterin von Werner Catel, bei Staemmler in Breslau an ihren tierexperimentellen, von I.G. Farben unterstützten Thymusstudien.
Mit Beginn des Zweiten Weltkrieges wirkte Staemmler als beratender Pathologe beim Generalkommando Breslau und war Mitherausgeber der Zeitschrift Volk und Rasse.
Im Januar 1945 wurde Staemmler über Chemnitz nach Berlin abkommandiert, wo er in sowjetische Kriegsgefangenschaft geriet und in Frankfurt (Oder) interniert wurde. Im März 1946 gelang ihm die Flucht. Von Mai 1946 bis April 1947 war er im Alliiertenlager Hamburg-Bergedorf interniert. Im Spruchkammerverfahren wurde Staemmler 1947 als „Mitläufer“ (Kategorie IV) eingestuft. Von Juli 1947 bis März 1949 arbeitete er als Pathologe an einem privaten Institut in Detmold, von Mai bis Dezember 1949 am Städtischen Krankenhaus Hamm (Westfalen). Im Januar 1950 wurde er Direktor des Pathologisch-bakteriologischen Instituts der Städtischen Krankenanstalten Aachen. Im Juli 1960 wurde er an der Universität Bonn emeritiert. Ab November 1960 leitete er die Pathologische Abteilung der Chemie Grünenthal in Stolberg (Rheinland).
Martin Staemmler starb am 6. Juni 1974 in Kiel und fand seine letzte Ruhestätte in der Familiengrabstätte auf dem Aachener Waldfriedhof.
Die Städtischen Krankenanstalten gingen im Jahr 1966 in das Universitätsklinikum Aachen, die Medizinische Fakultät der RWTH Aachen über. Diese Fakultät gründete 1968 die Medizinische Gesellschaft Aachen (MGA). Im Jahr 1972 wurde Staemmler Ehrenmitglied der Medizinischen Gesellschaft Aachen. Nachdem der Vorstand der MGA aufgrund entsprechender Hinweise 2006 Kenntnis von Staemmlers Beteiligung an der Verbreitung und Umsetzung der nationalsozialistischen Rassenlehre erhalten hatte, wurden Mitgliedschaft und Ehrenmitgliedschaft annulliert. Es folgten umfangreiche Bemühungen des damaligen MGA-Vorsitzenden Frank Schneider und des amtierenden Vorsitzenden Dominik Groß um eine Aufarbeitung der Rolle Staemmlers.

## Schriften (Auswahl)

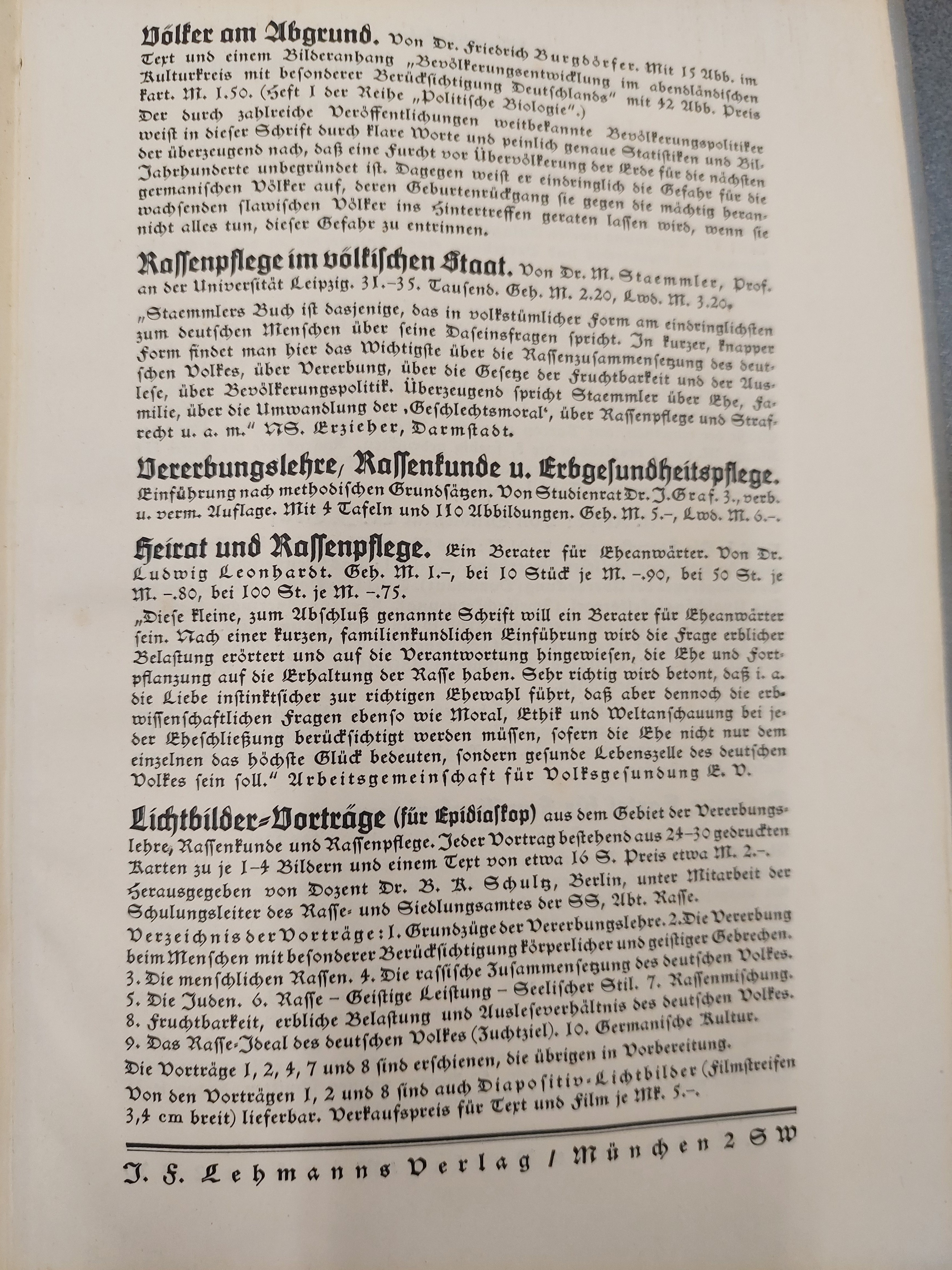
Rassenpflege im völkischen Staat

In der Sowjetischen Besatzungszone wurden Staemmlers Schriften Volk und Rasse (Verlag für soziale Ethik und Kunstpflege, Berlin 1933), Der Sieg des Lebens (Verl. f. soziale Ethik u. Kunstpflege, Berlin 1934), Grundtatsachen der Rassenkunde und Der Rassengedanke des Nationalsozialismus (beide NSDAP, Landesgruppe Argentinien, Buenos Aires 1936), Rassenpflege und Schule (Beyer, Langensalza 1936), Die Auslese im Erbstrom des Volkes (Eher, Berlin 1939), Rassenpflege im völkischen Staat (Lehmann, München 1939), Über Keimschädigung durch Genußgifte (Neuland Verlagsgesellschaft, Berlin 1941), Deutsche Rassenpflege (Verlag Neues Volk, Berlin 1942) und Der Sieg des Lebens ist der Sinn der Welt (Volk und Reich Verlag, Berlin 1942) auf die Liste der auszusondernden Literatur gesetzt.
- Rassenpflege im völkischen Staat. Lehmann, München 1933. Google
- Das nordische Blut als wertvoller Bestandteil des deutschen Volkes & Verschiedenheiten der Völker. In: »Nationalpolitische Lesestoffe«. Breslau : Ferdinand Hirt 1935, S. 83–86 & 87–89 Google Books
- (mit Alfred Kühn und Friedrich Burgdörfer) Erbkunde, Rassenpflege, Bevölkerungspolitik: Schicksalsfragen des deutschen Volkes. Leipzig: Quelle & Meyer 1935. Google Books
- „Erbbiologischer Teil“ in: A. Böhme: Psychotherapie und Kastration. Lehmann, München 1935.
- Kerngifte. In: Unterrichtsblätter für Mathematik und Naturwissenschaften. 1935, S. 289–296.
- Deutsche Rassenpflege. Berg & Otto, Hamburg 1939.
- Die Bedeutung von Theodor Fahr für die moderne Nierenpathologie. In: Die Medizinische. Band 3, Nummer 22, 31. Mai 1958, S. 897–902, PMID 13565201.
- Die Harnorgane. In: Martin Staemmler (Hrsg.): Eduard Kaufmann: Lehrbuch der speziellen pathologischen Anatomie – Für Studierende und Ärzte. 11. und 12. Auflage, II. Band, 1. Teil, Verlag Walter de Gruyter, Berlin 1957. doi:10.1515/9783111443546-fm.